# The Missing Lady
The Missing Lady is een Amerikaanse misdaadfilm uit 1946 onder regie van Phil Karlson. 

## Verhaal
Er wordt een jaden beeldje gestolen en de eigenaar wordt daarbij vermoord. Lamont Shadow krijgt de opdracht om de moordenaar op te sporen. Naarmate hij dieper verwikkeld raakt in de zaak, sterven meer verdachten. Daardoor wordt hij zelf aangeklaagd.

## Rolverdeling
| Acteur              | Personage           |
| ------------------- | ------------------- |
| Kane Richmond       | Lamont Cranston     |
| Barbara Reed        | Margo Lane          |
| George Chandler     | Shrevvie            |
| James Flavin        | Inspecteur Cardonna |
| Pierre Watkin       | Commissaris Weston  |
| Dorothea Kent       | Jennie Delaney      |
| James Cardwell      | Terry Blake         |
| Claire Carleton     | Rose Dawson         |
| Jack Overman        | Ox Walsh            |
| Jo-Carroll Dennison | Gilda Marsh         |
| Frances Robinson    | Anne Walsh          |
| Almira Sessions     | Juffrouw Effie      |
| Nora Cecil          | Juffrouw Millie     |
| George J. Lewis     | Jan Field           |
| Dewey Robinson      | Harry               |